# Actinote
Actinote é um gênero de borboletas endêmico do continente americano que possui 223 espécies descritas e aceitas. 
No Brasil são encontradas 26 espécies e sete subespécies deste gênero nas regiões: Norte no estado do Amazonas; Nordeste nos estados Bahia, Paraíba e Pernambuco; Sudeste em Minas Gerais, Rio de Janeiro e São Paulo e Sul no Paraná e em Santa Catarina.

## Espécies

### Espécies descritas[2]
É possível que dentre as espécies abaixo haja sinônimos.
- A. acipha Hewitson, 1861
- A. actona Möschler, 1876
- A. adoxa Jordan, 1910
- A. adriana Hopffer, 1894
- A. aequatoria Dognin, 1887
- A. aereta Jordan, 1913
- A. alalia Felder, 1860
- A. albofasciata Hewitson, 1869
- A. albunea Potts, 1944
- A. alcione Hewitson, 1852
- A. alicunde Potts, 1944
- A. aliteria Hopffer, 1874
- A. alla Jordan, 1910
- A. amida Hewitson, 1854
- A. amoena Jordan, 1913
- A. amphilecta Jordan, 1913
- A. anaxo Hopffer, 1874
- A. anteas Doubleday, 1847
- A. anteas Möschler, 1876
- A. auloeda Oberthür, 1917
- A. aurantia Jordan, 1913
- A. aurantia Weymer, 1890
- A. avuncula Oberthür, 1917
- A. bassleri Potts, 1944
- A. binghamae Dyar, 1913
- A. brauronia Oberthür, 1917
- A. brettia Oberthür, 1917
- A. brychia Oberthür, 1917
- A. bryella Oberthür, 1917
- A. bubona Oberthür, 1917
- A. bulis Jordan, 1913
- A. byssa Oberthür, 1917
- A. byzas Oberthür, 1917
- A. calchaqui Hayward, 1931
- A. calderoni Schaus
- A. calimene Rebel, 1901
- A. callianira Hübner, 1837
- A. callianthe Felder, 1862
- A. calymma Jordan, 1913
- A. calymmoides Hayward, 1935
- A. canutia Hopffer, 1873
- A. carica Weymer, 1890
- A. carmentis Potts, 1944
- A. carycinoides d'Almeida, 1935
- A. catochaera Jordan, 1910
- A. catopasta Jordan, 1910
- A. cauca Jordan, 1913
- A. cedestis Jordan, 1913
- A. chea Druce, 1903
- A. clara Jordan, 1913
- A. cleasa Hewitson, 1868
- A. comta Jordan, 1910
- A. confluens Jordan, 1913
- A. conspicua Jordan, 1913
- A. corduba Hewitson, 1874
- A. crassinia Hopffer, 1874
- A. crucis Jordan, 1913
- A. culoti Oberthür, 1916
- A. cyanea Jordan, 1913
- A. demonica Hopffer, 1874
- A. desmiala Jordan, 1913
- A. diaguita Hayward, 1931
- A. dicaeus Latreille, 1811
- A. dice Godart, 1819
- A. differens d'Almeida, 1935
- A. discolora d'Almeida, 1935
- A. discrepans d'Almeida, 1935
- A. distincta D'Almeida, 1922
- A. diversa Jordan, 1913
- A. dognini Schaus, 1902
- A. eberti Francini, Freitas & Penz
- A. elatus Druce, 1903
- A. elena Hall, 1921
- A. epiphaea Jordan, 1913
- A. equatoria Bates, 1864
- A. erebia Oberthür, 1917
- A. eresia Felder, 1862
- A. eresina Hopffer, 1874
- A. euclia Dognin, 1888
- A. eulalia Müller, 1878
- A. eulalia Oberthür, 1917
- A. eulogia Oberthür, 1917
- A. eupelia Jordan, 1913
- A. euris Jordan, 1910
- A. extensa Jordan, 1913
- A. fasciata Jordan, 1913
- A. ferrugata Jordan, 1913
- A. flavibasis Jordan, 1913
- A. flavicincta Strand, 1916
- A. flavifascia Jordan, 1913
- A. fuliginosa d'Almeida, 1925
- A. fumida d'Almeida, 1925
- A. fuscata d'Almeida, 1935
- A. gabrielae Rebel, 1901
- A. genitrix D'Almeida, 1922
- A. grammica Jordan, 1913
- A. granadina Rebel, 1901
- A. griseata Butler, 1873
- A. guatemalena Bates, 1864
- A. hahneli Jordan, 1913
- A. hermosa Potts, 1944
- A. hilaris Jordan, 1910
- A. hippea d'Almeida, 1925
- A. hoffmanni d'Almaida, 1935
- A. holochroa Jordan, 1913
- A. hypsipetes Jordan, 1910
- A. idiographa Jordan, 1913
- A. illimis Hayward, 1935
- A. incarum Oberthür, 1917
- A. insularis Oberthür, 1917
- A. intermedia Jordan, 1913
- A. ixilion Linnaeus, 1758
- A. jordani D'Almeida, 1922
- A. jucunda Jordan, 1910
- A. lacrymosa Oberthür, 1917
- A. laeta Oberthür, 1917
- A. lapitha Staudinger, 1885
- A. latior Jordan, 1913
- A. laverna Doubleday, 1847
- A. leontine Weymer, 1890
- A. leptogramma Jordan, 1913
- A. leucomelaena Dewitz, 1877
- A. leucomelas Bates, 1864
- A. leucothoe Potts, 1944
- A. limbata Jordan, 1913
- A. lodis Jordan, 1913
- A. lolia Oberthür, 1917
- A. lorida Oberthür, 1917
- A. lulesa Hayward, 1935
- A. lynsa d'Almeida, 1922
- A. magnifica d'Almeida, 1922
- A. mamita Burmeister, 1861
- A. marthae Jordan, 1910
- A. mathani Oberthür, 1917
- A. melampeplos Godman & Salvin, 1881
- A. melanisans Hayward, 1935
- A. melina Jordan, 1910
- A. melini Bryk, 1953
- A. mengeli Potts, 1944
- A. menoetes Oberthür, 1917
- A. meridae Oberthür, 1917
- A. meridana Jordan, 1910
- A. mesia Jordan, 1910
- A. messeres Jordan, 1910
- A. mitama Schaus, 1902
- A. moesa d'Almeida, 1925
- A. momina Jordan, 1910
- A. moneta Potts, 1944
- A. morio Oberthür, 1917
- A. moyobambae Oberthür, 1917
- A. mucia Hopffner, 1874
- A. napensis Jordan, 1910
- A. naura Druce, 1875
- A. negra Felder, 1862
- A. nicylla Hopffer, 1874
- A. nicylloides Strand, 1916
- A. nordestina d'Almeida, 1935
- A. notabilis d'Almeida, 1935
- A. nox Bates, 1864
- A. oaxaca Miller & Miller, 1979
- A. ochreana Hayward, 1931
- A. ochrotaenia Jordan, 1913
- A. olgae Therese, 1901
- A. orizava Reak, 1866
- A. ozinta Schaus, 1902
- A. ozomene Godart, 1819
- A. pallasia Oberthür, 1917
- A. pallasinia Oberthür, 1917
- A. pallescens Jordan, 1913
- A. parapheles Jordan, 1913
- A. pellenea
- A. perfulva Jordan, 1913
- A. perisa Jordan, 1913
- A. pratensis Francini, Freitas & Penz
- A. pseudequatoria Hayward, 1935
- A. punctata Hayward, 1935
- A. pyrrha Fabricius, 1775
- A. quadra Schaus, 1902
- A. quasicinerea Hayward, 1931
- A. reducta Jordan, 1913
- A. rhodope D'Almeida, 1922
- A. rifa Jordan, 1910
- A. roqueensis Bryk, 1953
- A. rosaria Weymer, 1890
- A. rubrocellulata Hayward, 1960
- A. rufina Oberthür, 1917
- A. salmonea Jordan, 1910
- A. sarsandra Druce, 1903
- A. scotosis Jordan, 1910
- A. segesta Weymer, 1890
- A. semilutea Jordan, 1913
- A. sinefascia Jordan, 1913
- A. sobrina Jordan, 1910
- A. sodalis Butler, 1877
- A. stenia Jordan, 1910
- A. straminosa Jordan, 1913
- A. stratonia
- A. stratonice Latreille, 1811
- A. subbadia Jordan, 1913
- A. subdemonica Strand, 1916
- A. subelatus Jordan, 1913
- A. subhyalina Staudinger, 1885
- A. subrubicunda d'Almeida, 1925
- A. surima Schaus, 1902
- A. suspecta Jordan, 1913
- A. tenebrarum Oberthür, 1917
- A. tenebrosa Hewitson, 1868
- A. tenuilimbata d'Almeida, 1931
- A. terpsinoë Felder, 1862
- A. thalia Linnaeus, 1758
- A. theogonia Weymer, 1890
- A. theophila Dognin, 1888
- A. thespias Weymer, 1890
- A. travassosi D'Almeida, 1934
- A. trinacria Felder, 1862
- A. trinitatis Jordan, 1913
- A. umbrata d'Almeida, 1935
- A. unicolor Talbot, 1932
- A. varians Jordan, 1910
- A. venata Hayward, 1931
- A. veraecrucis Jordan, 1913
- A. xanthobrunnea Hayward, 1935
- A. zaratensis Oberthür, 1917
- A. zarayaquilionis Strand, 1916
- A. zikani d'Almeida, 1951
- A. zilchi Franz & Schröder, 1954

### Espécies da fauna brasileira[3]
- A. alalia (Felder & Felder)
- A. anteas (Doubleday)
- A. bonita Penz
- A. brylla Oberthür
- A. canutia (Hopffer)
- A. carycina Jordan
- A. catarina Penz
- A. conspicua Jordan
- A. dalmeidai Francini
- A. discrepans d'Almeida
- A. eberti Francini, Freitas & Penz
- A. genitrix d'Almeida
- A. latior Jordan
- A. mamita (Burmeister)
- A. melampeplos Godman & Salvin
- A. melanisans Oberthür
- A. morio Oberthür
- A. pallescens Jordan
- A. parapheles Jordan
- A. pellenea Hübner
- A. pratensis Francini, Freitas & Penz
- A. quadra (Schaus)
- A. rhodope d'Almeida
- A. surima (Schaus)
- A. thalia (Linnaeus)
- A. zikani d'Almeida